# Центр Історичної Спадщини в Познані
Центр Історичної Спадщини в Познані (пол. Poznańskie Centrum Dziedzictwa), до 2020 року Центр Культурного Туризму ТРАКТ (пол. Centrum Turystyki Kulturowej TRAKT)  — самоврядна інституція культури Міста Познань, вписана до Реєстру Інституцій Культури Міста Познань під номером XIV. Головною метою діяльності Центру є розповсюдження, інтерпретування і охорона спадщини Познані, з винятковою увагою до території Тумського Острова і Пам'ятника Історії «Познань — історична група міста». Інституція знаходиться в будинку Брами Познані.

## Історія
Рішення про створення інституції було прийнято Ухвалою Ради Міста Познань 1 жовтня 2009 року. Інституція була створена з Офісу Програми «Королівсько-Імператорський Тракт», який існував в 2006—2009 роках в структурі Відділу Розвитку Управління Міста Познань.
Центр, як самостійна інституція культури, був відповідальний за організацію Королівсько-Імператорсько Тракту в Познані, головного маркування туристських маршрутів міста. Реалізація цього завдання була пов'язана з Національною Стратегією Розвитку Культури через самоврядування Міста Познань, а саме Національної Програми Культури «Охорона Пам'яток і Культурної Спадщини в 2004—2013 роках». Одним з пунктів програми було закріплення національної ідентичності і збереження матеріальної і нематеріальної спадщини творенням національних туристичних продуктів. Познань (одне з п'яти міст в Польщі) був зазначений в Стратегії, як місто з найбільшим потенціалом для розвитку маркових туристичних продуктів культурного туризму. Таким продуктом мав бути Королівсько-Імператорський Тракт. В 2006 році Рада Міста Познань прийняла Стратегію Національного Розвитку Туристичного Продукту «Королівсько-Імператорський Тракт в Познані», документ який сприяв розвитку культурного туризму в Познані. Цим самим самоврядування Познані (як друге в Польщі, після Варшави) розпочало роботу над створенням головного туристичного продукту міста.
В 2009—2014 роках Центр, спільно з управлінням Королівсько-Імператорським Трактом, реалізував спільно з Містом Познань проект «Інтерактивний Центр Історії Тумського Острова в Познані — колиска державності і християнства в Польщі», який був розширенням концепції маркових туристичних продуктів в формі центру інтерпретації спадщини. Ефектом проекту було створення і відкриття 1 травня 2014 року Брами Познані.
Директори Центру Культурного Туризму ТРАКТ:
- Лех Ванговські (пол. Lech Łangowski) (2009—2013)
- Робери Міжиньські (пол. Robert Mirzyński) (2013—2019)
- Моніка Херкт (пол. Monika Herkt) (2019-зараз)

## Місія
Актуальна місія Центру звучить:
Ми є просуспільною міською інституцією, активною в сферах культури і туризму. Черпаючи знання з спадщини Познані інспіруємо щоденний суспільний та індивідуальний розвиток. Працюємо разом.

## Діяльність

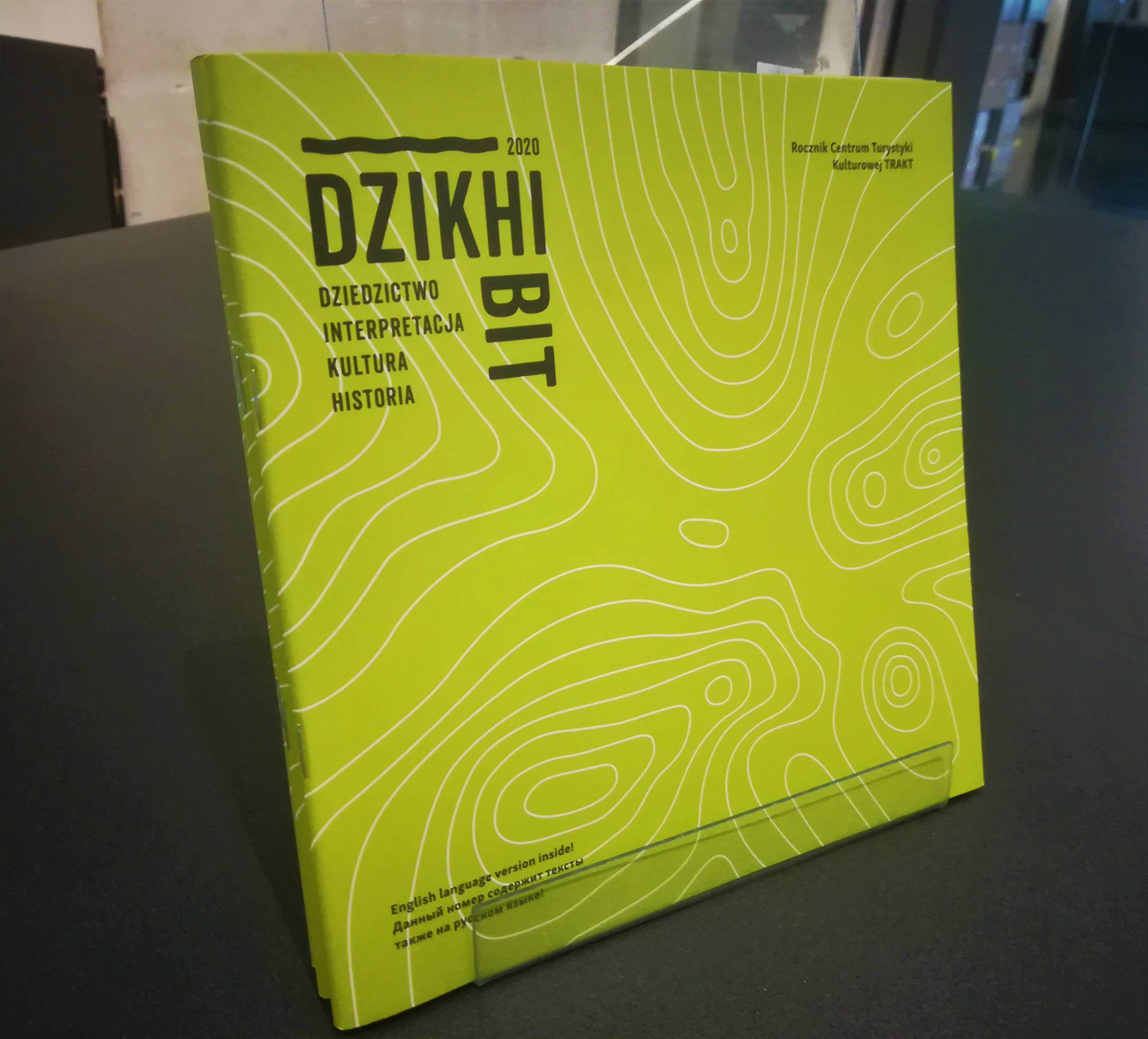
Журнал DZIKHI BIT

Центр проводить культурну діяльність в туристичному, дидактичному, виставковому, видавничому характері і в області суспільної анімації. Діяльність Центру зосереджується на інтерпретації і охороні познанської культурної (матеріальної і нематеріальної) і природничої спадщини. Колектив Центру складається з постійних працівників і групи тимчасових працівників культури. Кожноразову каденцію Директора Центру супроводжує робота Програмової Ради. Центр реалізує свої цілі через власні туристичні марки та інші проєкти. Також проводить видавничу діяльність, публікуючи монографії (наприклад Freeman Tilden «Інтерпретація спадщини» (пол. Interpretacja dziedzictwa) і безплатний річний журнал, під назвою DZIKHI BIT.

### Туристичні марки
Діяльність Центру реалізується завдяки туристичним маркам, до яких належить Королівсько-Імеператорський Тракт, Брама Познані і Центр Шрифтів Енігма (від 2021 року).

#### Королівсько-Імператорський Тракт

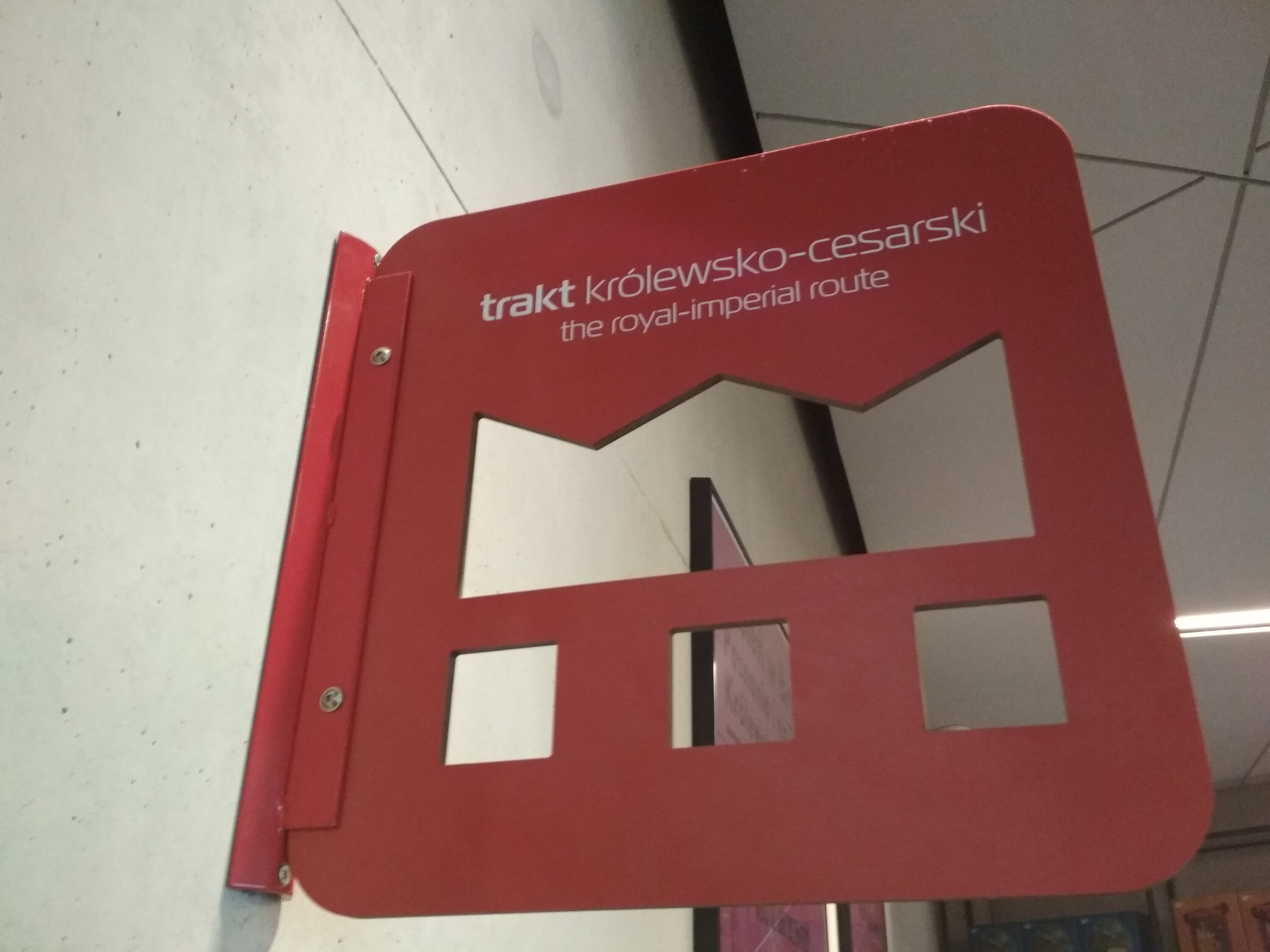
Королівсько-Імператорський Тракт — міський туристичний марштрут

Королівсько-Імператорський Тракт є головним туристично-культурним маршрутом, який проходить через Познань і поєднює найпупулярніші туристичні місця. Об'єкти, які зв'язані з культурною спадщиною презентувані через призмат діяльность міської спільноти.
Головна частина Тракту проходить через історичну частину Познані: від Тумського Острова до імператорського замку. Навколо головної частини додатково є ще чотири головні маршрути (Тумський Острів, Старий Ринок, Старе Місто, Середмістя), додаткові маршрути (Шьрюдка, Хвалішево, Пагорб Св. Войчєха, Гробла і Пяскі) і також тематичні маршрути (Маршрут Єврейської Спадщини, Маршрут Спадщини Реформації, Познанський маршрту Жінок, Познанський Маршрут Науки, Познанський Маршрут Води і Землі). Крім туристичної діяльності в рамах марки Королівсько-Імпетарсткий Тракту реалізуються також:
- Вихідні з Історією на Королівсько-Імператорському Тракті в Познані;
- Відкрита Пам'ятка (цикл зустрічей).

Королівсько-Імператорський Тракт від 2009 року є туристичною марком Центру Культурного Туризму ТРАКТ.

#### Брама Познані

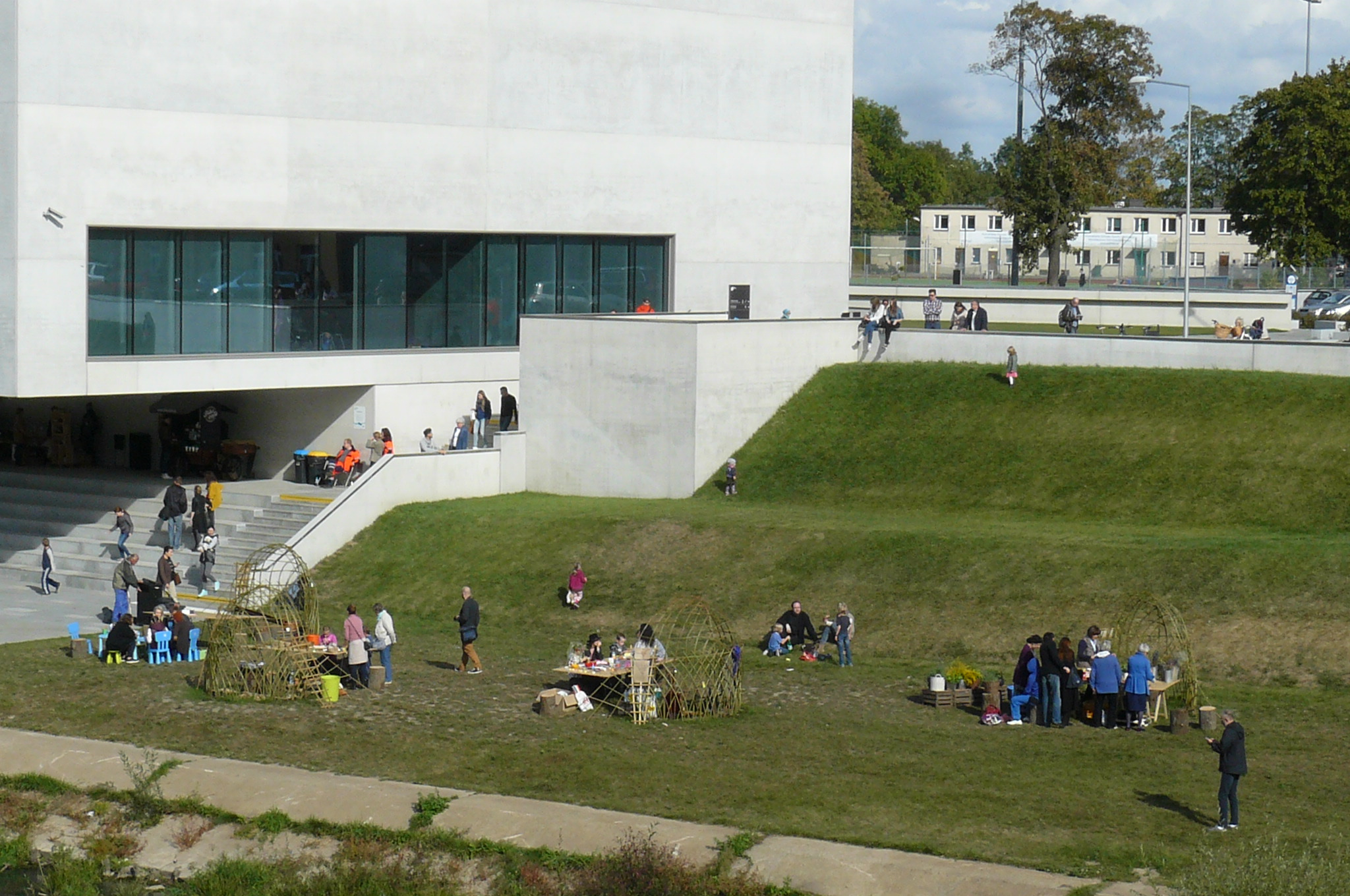
Брама Познані — центр інтерпретації спадщини

Брама Познані є сучасним центром інтерпретації спадщини, культурним інститутом, який займається презентацією, дидактикою і популяризацією спадщини Тумського Острова в Познані. Брама Познані знаходиться в комплексі об'єктів, які розташовані в найстарші частині міста, на березі річки Цибіна, де знаходиться сучасний, мінімалістичний головний будинок і катедральний шлюз — відреставрована гідротехнічна пам'ятка познанської фортеці. Підставова пропозиція Брами Познані це мультимедійна експозиція, яка присвячена минулому і сучасності Тумського Острова і порядок вистав в Катедральному Шлюзі. Спільно з виставковою діяльністю в Брамі Познані реалізуються також дидактичні і культурні проекти, такі як:
- Жива ріка (пол. Rzeka Żywa) — щорічний культурно-природній цикл в Брамі Познані;
- Школа Спадщини (пол. Szkoła Dziedzictwa) — дидактична програма для вчителів, яка реалізовувалась в 2016—2019 роках[13].

Брама Познані від 2014 року є туристичною маркою Центру Культурного Туризму ТРАКТ.

#### Центр Шифрів Енігма
Центр Шифрів Енігма це виставково-дидактичний простір, ціллю якого буде ознайомлення гостей з історією злому шрифту німецької машини Енігма і впливу цієї події на перебіг Другої світової війни. Місією Центру Шифрів Енігма буде дидактика і увіковічення Маріана Реєвського (пол. Marian Rejewski), Єжи Рожицького (пол. Jerzy Różycki) i Генрика Зигальського (пол. Henryk Zygalski) — познанський математиків, зломників німецької шифрувальної машини.

### Інші проєкти
Інші важливі проекти і діяльність, яка реалізується Центром:
- Фест Фиртел (пол. Fest Fyrtel)
- Суспільний Архів Шьрюдки (пол. Archiwum Społeczne Śródki)
- Познанський Маршрут Легенд для Дітей (пол. Poznański Szlak Legend dla Dzieci)
- DZIKHI BIT
- семінари з циклу «Доцільна група Інституцій Культури»
- видавнича діяльність.

### Товариства і зв'язки
Центр є членом різних співпраць і товарист, а саме:
- Познанська Локальна Туристична Організація
- Великопольська Туристична Організація[15]
- Пястовський Маршрут
- Climate Heritage Network[16].

## Співпраця з Товариством Вікімедіа Польща
Центр 25 червня 2020 року підписало порозуміння про співпрацю з Вікімедіа Польща. В рамах співпраці Центр проводить pl:Wikiprojekt:GLAM/Centrum Turystyki Kulturowej TRAKT, метою якого є розширення ресурсів Вікіпедії новими ключовими словами та збагачення засобів Вікісховища. В 2020 році Центр є опікуном категорії «Пам'ятки Познані» в міжнародному фотографічному конкурсі Вікі любить пам'ятки.